# 東京都立清瀬特別支援学校
東京都立清瀬特別支援学校（とうきょうとりつ きよせとくべつしえんがっこう）は、東京都清瀬市中里に所在する、知的障害のある児童・生徒を対象とした特別支援学校である。小学部および中学部が設置されている。
校舎改築のため、2027年度（令和9年）までは仮設校舎で授業が実施される。

## 概要
本校は、1979年（昭和54年）に開校した知的障害特別支援学校である。小学部・中学部が設けられており、いずれの学部にも普通学級と重度・重複学級が設置されている。
かつては高等部も設置されていたが、2021年度（令和3年度）より東京都立東久留米特別支援学校に移管されたことに伴い、現在は小学部および中学部のみの構成となっている。
通学区域は、清瀬市、東村山市、東久留米市の3市にわたる。通学手段としてスクールバスが運行されている。
中学部卒業後は、主に東京都立東久留米特別支援学校（高等部単独校）へ進学する。

## 沿革
- 1978年11月1日 - 東京都立小金井養護学校内に開設準備室を設置。
- 1978年12月25日 - 東京都立学校設置条例の公布により、東京都立清瀬養護学校として設置認可。
- 1979年4月1日 - 仮校舎にて「東京都立清瀬養護学校」が開校。
- 1979年4月16日 - 開校式および1980年度入学式を挙行。
- 1980年1月31日 - 本校舎が竣工し、仮校舎から移転。
- 1980年3月7日 - 校舎落成記念式典を実施。
- 1980年3月18日 - 小学部第1回卒業式を挙行。
- 1981年3月20日 - 中学部第1回卒業式を挙行。
- 1982年3月19日 - 高等部第1回卒業式を挙行。
- 1989年1月28日 - 創立10周年記念式典を挙行。
- 1998年7月～8月 - 校舎耐震補強および改修工事を実施。
- 1998年12月11日 - 創立20周年記念式典を挙行。
- 2002年9月～2003年3月 - 普通教室の全冷房化工事を実施。
- 2007年7月20日 - 高等部棟が竣工。
- 2008年4月1日 - 校名を「東京都立清瀬特別支援学校」に改称。
- 2008年11月7日 - 創立30周年記念式典を挙行。
- 2019年12月13日 - 創立40周年記念式典を挙行。
- 2021年3月31日 - 「東京都特別支援教育推進計画第三次実施計画」に基づき、知的障害高等部普通科を廃止。
- 2023年9月1日 - 仮設校舎へ移転

## 児童・生徒数
令和7年度（2025年度）
- 小学部：161名
- 中学部：85名
- 計：246名
- 教職員：124名

## 歴代校長
| 代数   | 氏名        | 就任年                     |
| ------ | ----------- | -------------------------- |
| 初代   | 柴田 敏昭   | 1979年（昭和54年）         |
| 第2代  | 城ノ戸 保孝 | 1982年（昭和57年）         |
| 第3代  | 中泉 晴義   | 1985年（昭和60年）         |
| 第4代  | 勝井 貞夫   | 1989年（平成元年）         |
| 第5代  | 中田 和元   | 1989年11月（平成元年11月） |
| 第6代  | 木嶋 義温   | 1992年（平成4年）          |
| 第7代  | 草野 弘明   | 1995年（平成7年）          |
| 第8代  | 齋藤 秀友   | 1998年（平成10年）         |
| 第9代  | 後藤 新平   | 2001年（平成13年）         |
| 第10代 | 佐藤 和寛   | 2005年（平成17年）         |
| 第11代 | 野尻 洋一   | 2008年（平成20年）         |
| 第12代 | 関口 高志   | 2011年（平成23年）         |
| 第13代 | 土田 豊     | 2013年（平成25年）         |
| 第14代 | 市川 裕二   | 2016年（平成28年）         |
| 第15代 | 外山 裕介   | 2018年（平成30年）         |
| 第16代 | 古舘 秀樹   | 2022年（令和4年）          |
| 第17代 | 稗田 知子   | 2024年（令和6年）          |

## 所在地
〒204-0003 東京都清瀬市中里四丁目788番地1（仮設校舎所在地）